# Ulepič
Ulepič je priimek več znanih Slovencev:
- Zdenko Ulepič (1906—1988), generalpolkovnik letalstva